# Henry Lee Giclas
Henry Lee Giclas (ur. 9 grudnia 1910 we Flagstaff, zm. 2 kwietnia 2007 tamże) – amerykański astronom.
| Odkryte planetoidy: 17 | Odkryte planetoidy: 17 |
| ---------------------- | ---------------------- |
| (1886) Lowell          | 21 czerwca 1949        |
| (2061) Anza            | 22 października 1960   |
| (2118) Flagstaff       | 5 sierpnia 1978        |
| (2201) Oljato          | 12 grudnia 1947        |
| (2313) Aruna           | 15 października 1976   |
| (2347) Vinata          | 7 października 1936    |
| (2415) Ganesa          | 28 października 1978   |
| (3110) Wagman          | 28 września 1975       |
| (3177) Chillicothe     | 8 stycznia 1934        |
| (3382) Cassidy         | 7 września 1948        |
| (3487) Edgeworth       | 28 października 1978   |
| (3695) Fiala           | 21 października 1973   |
| (6277) Siok            | 24 sierpnia 1949       |
| (7731) 1978 UV         | 28 października 1978   |
| (10451) 1975 SE        | 28 września 1975       |
| (15204) 1978 UG        | 28 października 1978   |
| (17353) 1975 TE        | 10 października 1975   |
| 1.                     |                        |

## Życiorys
Studiował inżynierię, początkowo w University of Southern California, później w Uniwersytecie Arizony, gdzie studiował również astronomię. Studia licencjackie ukończył około roku 1940, ale już od roku 1931 pracował w Obserwatorium Lowella, początkowo jako pracownik sezonowy. Od roku 1940 kontynuował edukację w University of California, Berkeley. Cały czas, a nawet po przejściu na emeryturę w roku 1979, był związany z Lowell Observatory.
Odkrył 17 planetoid (16 samodzielnie oraz jedną z Robertem Schaldachem), w tym planetoidę (2201) Oljato związaną z powstaniem roju meteorów Chi Orionidy. Jest też odkrywcą komety okresowej 84P/Giclas.
W uznaniu jego zasług jedną z planetoid nazwano (1741) Giclas.